# Imatex
Imatex Târgu Mureș este o companie specializată în fabricarea utilajelor pentru industria textilă, a îmbrăcămintei și a pielăriei din România.
Acționarul majoritar al Imatex este firma Cartoxal SRL, cu 68,11% din acțiuni.
Cifra de afaceri în 2006: 9,2 milioane lei